# Prostituzione (film 1985)
Prostituzione (Streetwalkin') è un film del 1985, diretto da Joan Freeman.

## Trama
Cookie e suo fratello scappano dalla loro madre e arrivano a New York City. Alla stazione dei treni, Cookie incontra Duke. Con il suo charme la fa innamorare di lui e presto la farà lavorare per lui come prostituta. Ma la sua brutalità contro le colleghe la disgusta.